# Cyril Michie
Cyril James Michie  (20. kolovoza 1900. — nadnevak smrti nepoznat) je bivši indijski hokejaš na travi. 
Osvojio je zlatno odličje na hokejaškom turniru na Olimpijskim igrama 1936. u Berlinu igrajući za Britansku Indiju. Odigrao je 1 susret. Igrao je na mjestu vratara i nije primio ni jedan pogodak.

## Vanjske poveznice
- Profil na Database Olympics